# Murat Emektar
Murat Emektar (* 1. Februar 1998) ist ein türkischer Leichtathlet, der sich auf den Langstreckenlauf spezialisiert hat.

## Sportliche Laufbahn
Erste internationale Erfahrungen sammelte Murat Emektar im Jahr 2020, als er bei den Balkan-Halbmarathon-Meisterschaften in Zagreb in 1:06:56 h die Bronzemedaille gewann. 2022 wurde er nach 1:03:20 h Dritter beim Trabzon-Halbmarathon und anschließend gewann er bei den Balkan-Hallenmeisterschaften in Istanbul in 8:00,18 min die Bronzemedaille im 3000-Meter-Lauf hinter dem Slowenen Vid Botolin und Dario Ivanovski aus Nordmazedonien. Bei den Crosslauf-Europameisterschaften 2024 in Antalya landete er nach 24:44 min auf dem 80. Platz im Einzelbewerb und bei den Straßenlauf-Europameisterschaften 2025 in Löwen wurde er in 1:07:43 h 43. im Halbmarathon.
In den Jahren 2022 und 2023 wurde Emektar türkischer Meister im 3000-Meter-Lauf im Freien sowie 2022 auch in der Halle.

## Persönliche Bestleistungen
- 3000 Meter: 8:05,11 min, 15. September 2021 in Izmir
  - 3000 Meter (Halle): 8:00,18 min, 5. März 2022 in Istanbul
- 5000 Meter: 14:11,25 min, 14. September 2021 in Izmir
- Halbmarathon: 1:03:20 h, 20. Februar 2022 in Trabzon